# デス・オブ・スーパーマン
「デス・オブ・スーパーマン」（英: The Death of Superman）は、1992年から1993年にかけてDCコミックスから出版されたスーパーマンの死と復活を描いたストーリー展開である。スーパーマンとドゥームズデイの戦いと死を描いた「Doomsday!」、ヒーローや関係者の反応を描いた「Funeral for a Friend」、スーパーマンの復活を描いた「Reign of the Supermen!」の三部構成となっている。

## あらすじ

### ドゥームズデイ
緑色の拘束衣と拘束具を身につけた巨大な怪物が地中深くから現れる。その怪物はまず小鳥を殺し、次に野鹿を殺し、貨物自動車を破壊し、目の前のあらゆるものを破壊しながら移動していく。連絡を受けたガイ・ガードナー、テッド・コード、ブースターゴールド、マキシマ、ファイヤー、アイス、ブラッドウィンドがオハイオ州ビューサイラス市で遭遇する。スーパーマンも現場に駆け付けた時、ブースターゴールドが怪物の驚異的な強さから「審判の日が訪れた！」と叫び、怪物はドゥームズデイと名付けられる。
ドゥームズデイとの戦いの最中、一軒の家が巻き込まれ火災が起きる。スーパーマンはドゥームズデイを湖の底へ沈め、火災現場の親子を救出しに向かうが、その間にドゥームズデイは湖から抜け出し、ガソリンスタンドやスーパーマーケットを破壊しながらさらに都市部へと向かっていく。ついにはデイリー・プラネット新聞社の目の前にまで戦いは続き、スーパーマンとドゥームズデイは同時に死亡する。

### フューネラル・フォー・ア・フレンド
スーパーマンの葬儀を経て、メトロポリスにマウソレウムが作られ棺はそこへ納められる。プロジェクト・カドモスがスーパーマンの遺伝子を目当てに遺体を盗み出すが、レックス・ルーサー2世とスーパーガールによって取り戻される。ロイス・レイン、ジョナサン・ケントとマーサ・ケント夫妻、メトロポリス市民、ヒーローたちはスーパーマンがいなくなった世界でそれぞれに思いを馳せる。そうしている間にもメトロポリスでは徐々に犯罪が増加し始め、レックス・ルーサー2世が組織したチームが対処していた。そして、ジョナサンもまた心臓発作で倒れてしまう。一方、ロイスがスーパーマンの墓を訪れると、再び遺体が消失していた。

### レイン・オブ・ザ・スーパーメン
ジョナサンは昏睡状態となっている間に見た幻覚でクラークと再会し、スーパーマンの魂が戻っていることを確信する。そしてそれはスーパーマンを自称する者たちの登場によって現実となる。「マン・オブ・スティール」ことジョン・ヘンリー・アイアンズ、「マン・オブ・トゥモロー」ことサイボーグスーパーマン、「メトロポリスキッド」ことスーパーボーイ、「ラスト・サン・オブ・クリプトン」ことエラディケーター、それぞれがスーパーマンとしてメトロポリスで活動し始める。
その頃、「孤独の要塞」では執事ロボットのケレックスがエネルギー体を作り出していた。エネルギー体は自我と記憶を持ち、メトロポリスへ向かいスーパーマンの遺体と融合すると、さらにリジェネレーション・マトリックスを使って自身の肉体を修復し始める。そして黒いコスチュームに身を包んだ本物のスーパーマンが蘇生される。スーパーマンはメトロポリスへ戻りロイスと再会し、戸惑うロイスに本物のスーパーマンであることを証明するために、好きな映画や婚約指輪などの「クラーク・ケントの記憶」を説明する。
再会を喜ぶのも束の間、本性を現したサイボーグスーパーマンがモングルと共にコースト・シティを壊滅させる事件が起き、スーパーマンはジョン・ヘンリー・アイアンズ、スーパーボーイ、スーパーガールと共に要塞エンジン・シティへ向かう。後からエラディケーターも加わり、サイボーグスーパーマンの放つクリプトナイトのガスをエネルギーに変換する。そのエネルギーで本来の力を取り戻したスーパーマンは、一瞬でサイボーグスーパーマンの胸を貫き破壊して倒す。
スーパーマンは激闘の末にボロボロになった黒いコスチュームを捨て、新たに青いスーツと赤いケープに着替えると真っ先にロイスのもとへと戻る。ロイスはバルコニーに現れたいつもの姿のスーパーマンに飛び付き、2人は宙を舞いながら喜びを分かち合う。

### エピローグ
ドゥームズデイとの死闘の跡地でリポーターのキャット・グラントと実況中継班が見守る中、瓦礫を持ち上げるスーパーマンの姿があった。スーパーマンが手を伸ばすとそこから出てきたのは1ヶ月以上行方不明になっていたクラーク・ケントだった。彼は地下シェルターに閉じ込められていたのだ。再会を喜び合うロイスとクラークが共に自宅に戻るとそこにスーパーマンも現れる。すると徐々にクラークの姿が変わっていく。実はスーパーガール（マトリックス）がクラークに変身してメディアの前で芝居を打っていたのだった。

## 登場人物
スーパーマン/クラーク・ケント
ドゥームズデイとの戦いで死亡するが、エラディケーターによって蘇生される。
ロイス・レイン
スーパーマンの恋人。クラーク・ケントがスーパーマンであることを知っている。
ドゥームズデイ
25万年前にクリプトン星で作られた生物兵器。死亡後はプロジェクト・カドモスに回収される。
エラディケーター
「ラスト・サン・オブ・クリプトン」と呼ばれるスーパーマン。正体は20万年前にクリプトン人によって作られた人工知能。
スティール
「マン・オブ・スティール」と呼ばれるスーパーマン。正体はメトロポリスの鉄工員。本名ジョン・ヘンリー・アイアンズ。
スーパーボーイ
「メトロポリスキッド」と呼ばれるスーパーマン。正体はカドモス・プロジェクトがスーパーマンの遺伝子から生み出したクローン。
サイボーグスーパーマン
「マン・オブ・トゥモロー」と呼ばれるスーパーマン。正体は機械に乗り移る能力を得た宇宙飛行士。本名ハンク・ヘンショウ。

## 書誌情報

### 翻訳版
- スーパーマンの最期

中央公論社刊、1993年4月発売。ISBN 978-4120022012

### 原語版
| タイトル                         | 刊行日    | ISBN           |
| -------------------------------- | --------- | -------------- |
| The Death of Superman            | 1993年    | 978-1563890970 |
| World Without a Superman         | 1993年4月 | 978-1563891182 |
| The Return of Superman           | 1993年9月 | 978-1563891496 |
| The Death and Return of Superman | 2007年9月 | 978-1401215507 |
|                                  |           |                |
| The Death of Superman            | 2013年2月 | 978-1401241827 |
| The Death and Return of Superman | 2013年3月 | 978-1401238643 |
|                                  |           |                |
| Funeral for a Friend             | 2016年4月 | 978-1401266646 |
| Reign of the Supermen            | 2016年4月 | 978-1401266639 |
| The Return of Superman           | 2016年4月 | 978-1401266622 |